# Ted Nelson
Theodor Holm Nelson (Chicago, Illinois, Estados Unidos, 17 de junio de 1937), conocido como Ted Nelson, es un filósofo y sociólogo estadounidense, pionero de la tecnología de la información. Es profesor de Environmental Information en la Universidad de Keiō, Japón, y profesor de multimedia en la Universidad de Southampton, Inglaterra. Es conocido sobre todo por haber acuñado los términos hipertexto e hipermedia y por ser el fundador del proyecto Xanadú en la década de 1960. La idea de Xanadu -surgida después de una visita al Xerox PARC- era crear una biblioteca en línea con toda la literatura de la humanidad.
Su padre era Ralph Nelson, director premiado con un Emmy,  y su madre, Celeste Holm, actriz estadounidense de televisión, también premiada con dicho galardón.
La motivación fundamental de su trabajo ha sido hacer que los ordenadores sean fácilmente accesibles a la gente normal. Su lema es: “la interfaz debe ser tan simple que un principiante en una emergencia pueda entenderlo en un plazo de 10 segundos”.

## Carrera profesional. Proyecto Xanadu
Nelson fundó el proyecto Xanadu en 1960. La idea de Xanadu consistía básicamente en concebir un documento global y único “docuverse”, que cubra todo lo escrito en el mundo, mediante una gran cantidad de ordenadores interconectados, que contenga todo el conocimiento existente o, mejor dicho, información en forma de hipertexto." 
Se pretendía crear un mar de documentos relacionados mediante enlaces hipertextuales, todos disponibles (aquí podemos ver una premonición de la World Wide Web). A esto se unía un sistema de gestión y cobro de derechos de autor, de tal modo que si alguien utilizaba una obra ajena, la citaba, o la incorporaba a una suya, el sistema se encargaría de rastrear la reutilización, cobrar por ella, y hacer llegar al propietario la cantidad devengada (este sistema todavía no se aplica a la Web).
El nombre del proyecto, Xanadu, fue tomado al parecer del poema Kubla Khan de Samuel Taylor Coleridge; Nelson interpretó la palabra como "Ese mágico sitio de la memoria literal donde nada se pierde nunca" (en el poema era el palacio de Kublai Khan). La idea fue concebida en 1967 y expuesta en su libro "Literary Machines".
A esta doctrina, se le denomina transcopyright y supone un sistema de autorizaciones que permite a cualquiera reutilizar cualquier trozo (de cualquier tamaño) del material de cualquier otro autor en un nuevo documento. Para este concepto Nelson inventó la palabra transclusión: supuestamente se transmite un puntero al material deseado y cualquier cliente que adquiera nuestro material adquiere simultáneamente el trozo correspondiente (de cada cita) de la publicación original. Podemos comprobar que la transclusión no es lo mismo que el concepto de URL de la Web. La URL, nos lleva a un documento completo, una página web, mientras que la tranclusión se refiere a cualquier trozo de un documento.
En su proyecto subyace una filosofía de apertura democrática: las condiciones de acceso son libres y justas, a autores y lectores; cualquiera puede ubicar su creación en Xanadu pagando: el criterio económico está presente y el precio dependerá del medio utilizado y del espacio que ocupe, es decir, se juega con la lógica del espacio ocupado relacionado entre lo que se paga y los recursos utilizados.
El proyecto Xanadu nunca llegó a terminarse, pero Nelson ha demostrado que con la aparición de la World Wide Web, su idea no era ninguna utopía. De hecho, actualmente sigue trabajando en ella. No se puede negar la influencia que de estas ideas han llegado en la evolución de los sistemas del hipertexto tal y como se conciben hoy día.

## Trayectoria académica
Ted Nelson obtuvo la licenciatura en Filosofía por la Universidad de Swarthmore en 1959. Realizó una maestría en Sociología en la Universidad de Harvard en 1963 y realizó su doctorado en la Universidad de Keio en 2002.
En 1998 en la séptima Conferencia de WWW en Brisbane, Australia, se le otorgó la concesión conmemorativa de Yuri Rubinsky. El mismo comentó a la audiencia que era el primer reconocimiento que recibía por su trabajo.
En 2001 fue nombrado Caballero de la Orden de las Artes y Letras de Francia.
En 2004 fue nombrado profesor honorario del Wadham Collage de Oxford y es profesor asociado del Oxford Internet Institute, en donde actualmente desarrolla su investigación.